# Patricia Heaton
Patricia Helen Heaton (født 4. marts 1958) er en amerikansk skuespiller, komiker, producer og model bedst kendt for sin rolle som Ray Barone kone Debra Barone i tv-serien Alle Elsker Raymond (1996-2005), hvor hun vandt to Emmy Awards . I 2007 gjorde hun comeback som Kelsey Grammer i Fox komedieserien Back to you som blev aflyst i 2008.  Hun er i øjeblikket stjerner i ABC komedieserien The Middle.